# Eisenbahnunfall von Gómez Palacio
Der Eisenbahnunfall von Gomez Palacio war der Zusammenstoß von zwei Lastkraftwagen in Gómez Palacio bei Torreón im Bundesstaat Durango in Mexiko am 23. September 1955, die beide Dynamit geladen hatten, mit einem Zug. Mindestens 65 Tote und 100 Verletzte waren die Folge.

## Ausgangslage
Ein Gemischter Zug von Torreón nach Chihuahua fuhr auf einen niveaugleichen Bahnübergang zu, dem sich auf der Straße zwei Lkw näherten, von denen jeder 4,5 Tonnen Dynamit geladen hatte.

## Unfallhergang
Die Fahrer der beiden Lkw lieferten sich ein Wettrennen. Sie waren damit so beschäftigt, dass sie den Zug nicht wahrnahmen und mit voller Geschwindigkeit in ihn hinein fuhren. Beide Lkw explodierten.

## Folgen
Die Explosion zerstörte die Lokomotive und drei Wagen des Zuges. Auch zahlreiche Gebäude noch mehrere Kilometer von der Unfallstelle entfernt wurden beschädigt. Die Mannschaft auf der Lokomotive und fast alle Fahrgäste des Zuges kamen ums Leben. Weitere Tote und zahlreiche Verletzte befanden sich unter den Personen, die sich in benachbarten Gebäuden aufgehalten hatten. Mindestens 65 Tote und 100 Verletzte waren die Folge. Von den Leichen der Lkw-Fahrer fand sich keine Spur mehr. Der Motorblock des einen Lkw wurde 640 Meter vom Ort der Explosion entfernt gefunden.